# ولادیمیر بلوسوف (اسکی‌باز)
ولادیمیر بلوسوف (روسی: Владимир Павлович Белоусов؛ زادهٔ ۱۴ ژوئیه ۱۹۴۶) اسکی‌باز پرش اهل اتحاد جماهیر شوروی سوسیالیستی است.
وی همچنین برندهٔ جوایزی همچون نشان دوستی شده‌است.
وی در مسابقات کشوری و بین‌المللی در مجموع برندهٔ ۱ مدال طلا شده‌است.